# Jean-Claude Lalumière
 (juin 2023).
Si vous disposez d'ouvrages ou d'articles de référence ou si vous connaissez des sites web de qualité traitant du thème abordé ici, merci de compléter l'article en donnant les références utiles à sa vérifiabilité et en les liant à la section « Notes et références ».
Pour les articles homonymes, voir Lalumière.
Jean-Claude Lalumière est un romancier français né le 16 février 1970 à Bordeaux. 

## Parcours
Jean-Claude Lalumière a d'abord écrit des fictions radiophoniques pour Radio France. Son roman Le Front russe, paru à la rentrée littéraire de septembre 2010, a reçu un accueil favorable de la critique et des lecteurs. Dans un article paru dans le Figaro Littéraire, Christian Authier le compte parmi les héritiers d'Antoine Blondin, tandis que Benoît Duteurtre, dans un dossier consacré au retour de l'humour en littérature paru en avril 2011 dans l'hebdomadaire Marianne, le compare à Alphonse Allais. 
Son roman La Campagne de France, sorti en janvier 2013, a été qualifié de "Houellebecquien mais beaucoup plus drôle" par Hubert Artus dans l'émission Comme on nous parle de Pascale Clark sur France Inter. 
Sébastien Lapaque le qualifie de "Subtil portraitiste, satiriste féroce, marionnettiste habile et juge impitoyable du grotesque de son époque" dans un article consacrée à La Campagne de France paru dans Le Figaro en janvier 2013. Jean-Claude Lalumière collabore à la revue Schnock publiée par les éditions La Tengo.

## Publications

### Romans
- L'invention de l'histoire (roman - éd du Rocher, janvier 2023)
- Reprise des activités de plein air (roman - éd du Rocher, octobre 2019)
- Cabane en péril ! (roman jeunesse - éd. La Joie de Lire, juin 2019)
- Miss (roman - éd. Arthaud, avril 2018)
- Ce Mexicain qui venait du Japon et me parlait de l'Auvergne (roman - éd. Arthaud, septembre 2016)
- Comme un karatéka belge qui fait du cinéma (roman - éd. Le Dilettante, février 2014)
- La Campagne de France (roman - éd. Le Dilettante, janvier 2013)
- Le Front russe (roman - éd. du Dilettante, août 2010 ; Le Livre de poche, février 2012 ; traduit en espagnol en 2011 par Paula Cifuentes pour Libros del Asteroide)
- Blanche de Bordeaux (récit policier - Éditions Jean-Paul Gisserot - éditions du 28 août, octobre 2007)

### Ouvrages collectifs
- La Réforme des retraites in Bijoux d'hiver n°2 (ed. Bijoux de famille, septembre 2015)
- Culture Pub in Revue Patchwork n°1 (février 2014)
- L'éclairage des parties communes in La Maison nous habite (éd. Voix d'encre, mars 2013)
- La Femme du Minotaure in Tapage nocturne (éd. Antidata, décembre 2011)
- La ligne du menton in Short Satori (éd. Antidata, mars 2007)
- Libres malgré tout in Sous les jupes des filles (éd. Editinter/Nouvelles au pluriel, octobre 2004)
- Au placard ! in L'enfer me ment (éd. Antidata, janvier 2004)

### Articles et essais
- Un mur est tombé, Ou bien (juin 2022)
- Se prendre les pieds dans le Tapitouf et autres considérations historiques sur les loisirs créatifs, Schnock, (mars 2021)
- Blondin, éd. Nouvelles Lectures, Coll. Duetto, (février 2016)
- Et je dirai à Marc Villemain, Chiendent n°49, Marc Villemain, l'éloignement du monde (juin 2014)
- Bissel, celui qui roule les mécaniques, Schnock (septembre 2013)
- Submersion, Alternatives Internationales, (mars 2013)
- Z'avez pas vu Baxter ? (sur le film de Jérôme Boivin, Baxter, 1989), Schnock (mars 2013)
- Les Hauts-murs d'Auguste Le Breton, Schnock, (décembre 2012)
- L'Europe buissonnière d'Antoine Blondin, Schnock, (mars 2012)
- Les portraits du Fayoum, Dictionnaire de la mort, direction Philippe di Folco, éd. Larousse, coll. in extenso, (février 2010)